# Tsinandali

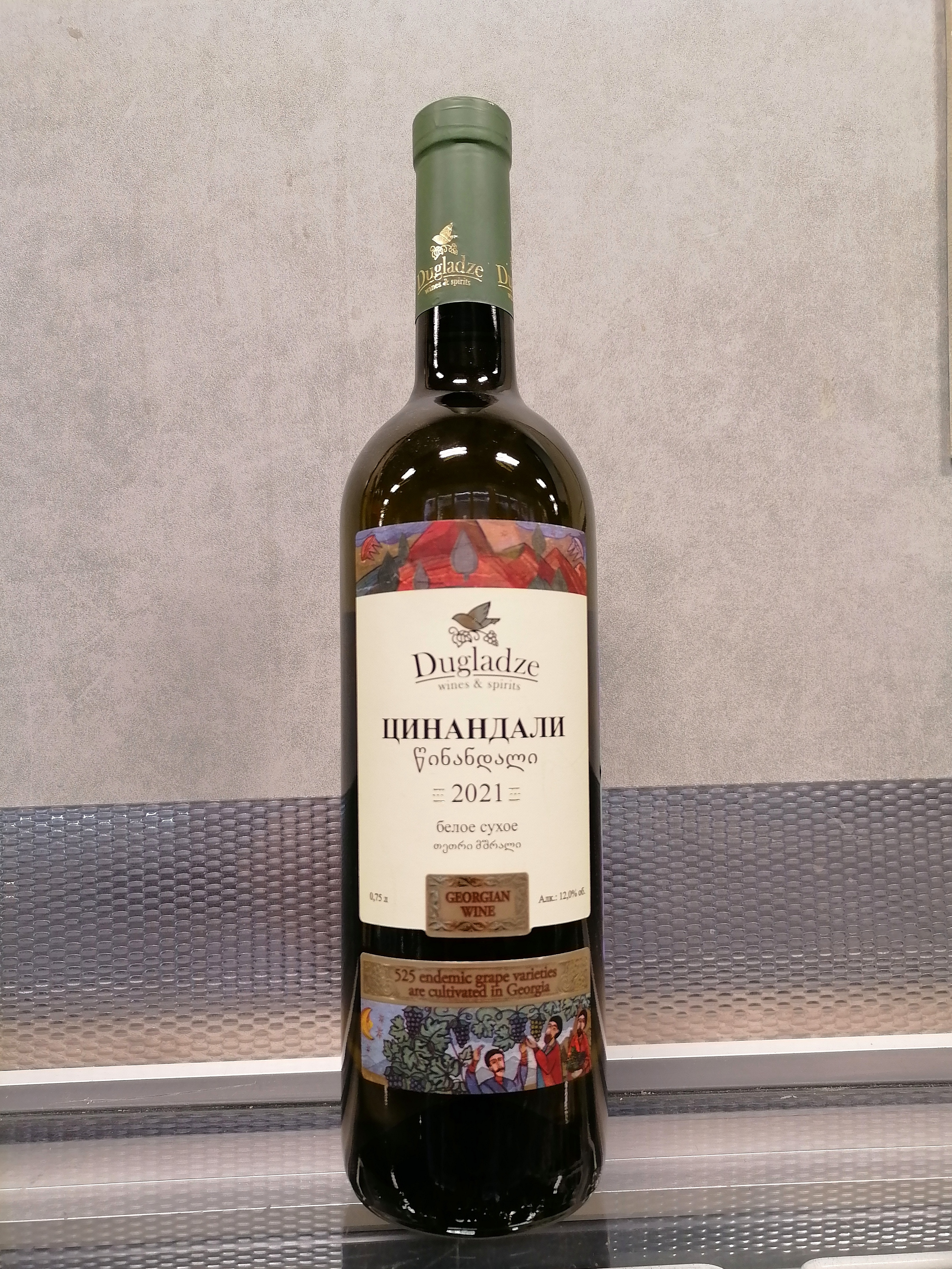
Vinflaska från Tsinandali med text på ryska, georgiska och engelska.

Tsinandali (georgiska: წინანდალი) är en ort i Georgien. Den ligger i regionen Kachetien, i den östra delen av landet. Tsinandali hade 2 675 invånare 2014. Tsinandali är också en herrgård och ett vindistrikt med egen ursprungsmärkning (PDO). Tsinandali gods hörde länge till adelsfamiljen Chavchavadze och en av de mer kända godsherrarna var Aleksandre Chavchavadze (1768 - 1846). Han införde en del nymodigheter inom vinframställning i Georgien och importerade bland annat franska vinfat i ek. Han framställde också ett torrt vitt vin enligt principer från Bordeaux. Detta vin gjort på Rkatsiteli och Mtsvane produceras än idag och har ett gott rykte. Grunden till den vinsamling som finns på Tsinandali lades under Aleksandres tid och hyser bland annat den äldsta existerande flaskan med georgiskt vin, en Saperavi från 1841. På 1830-talet uppfördes en större produktionsanläggning för vin. Tsinandali vinappellation inbegriper 653 hektar och det gör det till en av de största i Georgien. Många räknar Tsinandali till hjärtat i den kachetiska vinvärlden och fler viner än det klassiska torra vita är av hög kvalitet. Tsinandalis Saperavi anses vara mycket bra.
Huvudbyggnaden på godset har ett orientaliskt yttre men insidan ser ut som en typisk europeisk högreståndsbostad från 1800-talet. Till herrgården hör också en större uppmärksammad park. Godset övergick senare till den ryska tsarfamiljen och ägs idag av georgiska staten. När författaren Peter Nasmyth besökte Tsinandali i början av 1990-talet var det rejält nedgånget och färgen flagade. Nu är det i toppskick och det är en vanlig turistdestination.

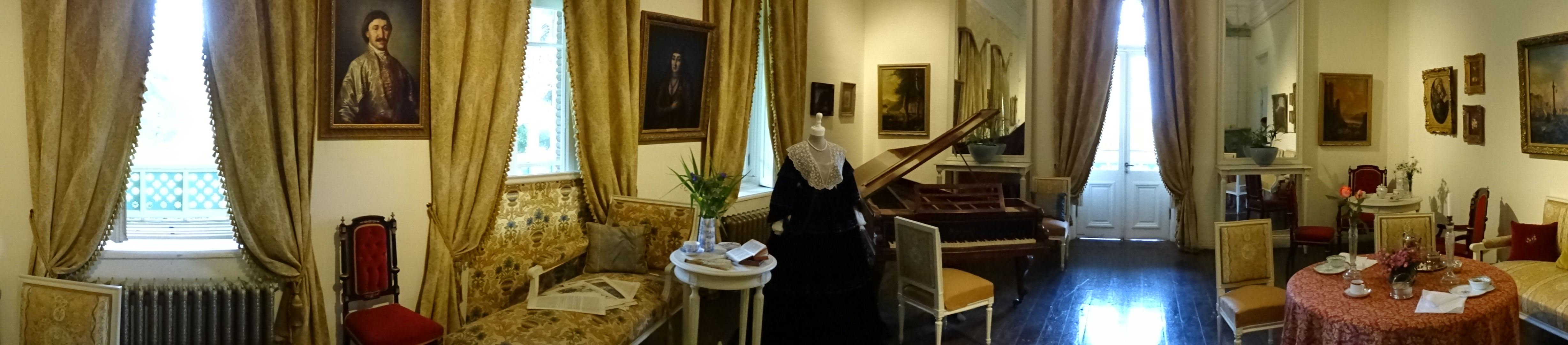
Interiör